# Massimo III Mazloum
Massimo III, nato Michel Mazloum (Aleppo, novembre 1779 – Alessandria d'Egitto, 23 agosto 1855), è stato arcieparca di Aleppo, vescovo titolare di Abido e arcivescovo titolare di Mira, e undicesimo patriarca della Chiesa melchita.

## Biografia

### I primi anni
Michel Mazloum nacque ad Aleppo in Siria da Georges e Marie Banna e ben presto fu avviato alla carriera ecclesiastica: suoi insegnanti di teologia e di morale furono i sacerdoti Michel Nahaoui e Antoine Khalid. Nel 1804 l'arcieparca di Aleppo Germanos Adam gli conferì l'ordine del diaconato ed il 15 aprile 1806 lo consacrò presbitero.
Giovane prete, Michel Mazloum fu nominato segretario del sinodo di Carcafe del 1806 dove, su influenza del vescovo Germanos Adam, furono prese decisioni improntate alle idee giansenistiche di Scipione de' Ricci che in passato l'Adam aveva già espresso in alcune sue opere scritte, e ad altri errori teologici condannati dalla Santa Sede. Mazloum sembra avesse aderito alle idee di Adam e del suo partito, benché anni dopo, divenuto patriarca, affermerà di non aver mai condiviso le opinioni di Germanos Adam. Le controversie teologiche agitarono i melchiti aleppini negli anni successivi, fino a novembre del 1809 quando l'arcieparca di Aleppo morì. Mazloum fu incaricato allora di presentare al patriarca Agapio III Matar, a nome dei sostenitori di Adam, una memoria difensiva a favore del defunto arcieparca, che nelle sue ultime volontà dichiarava la totale sottomissione a Roma. Il 7 dicembre 1809 Michel Mazloum e tutti i preti di Aleppo dovettero firmare la dichiarazione in senso cattolico che il patriarca impose a tutto il clero aleppino, pena la sospensione da ogni ufficio sacerdotale. Le controversie e le agitazioni in città sembravano così aver termine.
In realtà l'opposizione fra i due partiti pro e contro Adam riprese con maggior vigore quando si trattò di eleggere il successore del vescovo defunto: gli uni volevano un adamita come vescovo, gli altri invece uno estraneo ai fatti, possibilmente non di Aleppo. Il patriarca Agapio riuscì nuovamente ad imporre la sua autorità, costringendo il clero a riunirsi per eleggere il nuovo arcieparca. E mentre il partito sfavorevole a Adam si appellò alla Santa Sede, una minoranza del clero aleppino si riunì ed elesse, il 26 luglio 1810, Michel Mazloum. Agapio III, che si mostrò sempre di più favorevole al Mazloum, lo consacrò il 6 agosto successivo nel palazzo episcopale; furono vescovi consacranti Athanasios di Sidone e Theodosios di Acri; il neo consacrato prese il nome di Massimo (Maximos).

### Vescovo di Aleppo
Tuttavia al nuovo eletto non fu permesso di entrare in Aleppo e fu perciò costretto a rimanere presso il patriarca, il quale gli affidò la direzione del nuovo seminario patriarcale, eretto a Ain Traz nel 1811. La questione rimase in sospeso per diverso tempo, per le difficoltà in cui versava la Santa Sede (il papa era prigioniero di Napoleone a Fontainebleau e le attività di Propaganda Fide interrotte), e per le tragiche circostanze che portano in quattro anni ben quattro patriarchi diversi sul seggio di Antiochia dei Melchiti, dopo la morte di Agapio III, avvenuta il 2 febbraio 1812. In occasione dell'elezione di Atanasio V Matar (1813), i vescovi melchiti redassero una Apologia in difesa di Massimo Mazloum, che venne inviata a Roma.
Da parte sua, Mazloum continuò a vivere a Ain Traz e, considerando oramai impossibile un suo rientro ad Aleppo, dette le dimissioni: una prima volta nell'ottobre 1811, ma Agapio III le aveva rifiutate; una seconda volta con Ignazio IV Sarrouf, che le accettò, ma gli altri vescovi, il cui assenso era indispensabile, si rifiutarono da accordarle. Tra settembre e ottobre 1813, su invito di Atanasio V, partì per Roma, dove avrebbe atteso le decisioni di Propaganda Fide; prima di partire rimise nelle mani del patriarca i suoi diritti giurisdizionali su Aleppo.

### A Roma e in Europa
Le attività della Santa Sede erano ancora interrotte durante il 1813 e lo saranno ancora per lungo tempo (fino a metà del 1815). A questo punto Massimo Mazloum decise di dare le sue dimissioni definitive, ed in questo senso scrisse al nuovo patriarca Macario IV Tawil il 25 aprile 1815. Solo il 24 luglio Propaganda Fide poté infine esaminare il caso di Aleppo: fu considerata legittima l'appellazione del 1810 del partito contrario a Germanos Adam e dunque la posteriore elezione del Mazloum venne considerata illecita e cassata.
Massimo Mazloum accettò senza problemi la decisione di Propaganda e scrisse una lettera al clero e al popolo aleppino per comunicare questa decisione ed invitando a sottomettersi a Roma. Il 17 dicembre 1816 gli fu assegnato il titolo vescovile di Abido ed il 29 aprile 1817 quello arcivescovile di Mira. Da questo momento Mazloum rimase per circa quindici anni in Europa, svolgendo in molti casi i compiti di delegato patriarcale presso il Pontefice.
Preziosi furono i suoi contatti con la corte di Vienna e con altre personalità al fine di ottenere dal governo ottomano il firmano di riconoscimento ufficiale della Chiesa melchita, distinta e separata, civilmente e religiosamente, dalla Chiesa ortodossa. Non riuscì tuttavia nel suo intento. Soggiornò per questo a Trieste e nella capitale imperiale, ed incontrò l'imperatore Francesco I nell'aprile del 1818. Soggiornò in seguito a Marsiglia, dove, dopo l'occupazione napoleonica dell'Egitto, si trovava una comunità di greco-cattolici: qui fece costruire e consacrò la chiesa di San Nicola di Mira il 5 gennaio 1821, che due anni dopo sarà eretta in parrocchia.
Nel 1821 Mazloum ritornò a Roma e vi rimase per altri dieci anni, forse costretto da Propaganda Fide, che temeva un suo ritorno in Oriente. Si dedicò allo studio delle lingue e della teologia, si affinò nell'arte della diplomazia, tradusse in arabo diverse opere di Alfonso Maria de' Liguori, pubblicò una grammatica di arabo: raggiunse un grado di conoscenze nel campo delle scienze ecclesiastiche che nessuno nella Chiesa melchita aveva mai raggiunto finora, per mancanza di un'adeguata formazione e delle necessarie risorse.

### Patriarca
Le sue istanze per ritornare in patria furono finalmente accolte da papa Gregorio XVI, eletto il 2 febbraio 1831. Fu accompagnato in Oriente da tre missionari gesuiti, che proprio su istanza di Mazloum, ottennero dal papa il permesso di rientrare in Siria (dopo la loro soppressione nel 1773) e al quale Gregorio XVI affidò il compito di rialzare le sorti del seminario melchita di Ain Traz, andato nel frattempo in rovina, a causa della peste e della guerra. Il gruppo sbarcò a Beirut il 13 novembre 1831 e raggiunse Ain Traz il mese successivo; il seminario poté essere riaperto, non senza difficoltà, nei primi mesi del 1833, ma per breve tempo.
Il 13 marzo 1833 moriva nel convento dell'Annunciazione di Zouk Mikael il patriarca Ignazio V Cattan. Il sinodo elettorale si riunì nel monastero di San Giorgio di Makkin, presso Beirut. Si presentò anche Mazloum, che raccolse attorno a sé la maggioranza dei voti: il 5 aprile 1833 fu eletto undicesimo patriarca della Chiesa melchita con il nome di Massimo III. Aveva 53 anni. La sua elezione fu confermata dalla Santa Sede solo il 1º febbraio 1836.
Il 31 ottobre 1837 fu riconosciuto dall'Impero ottomano come la massima autorità civile del millet melchita, ossia come comunità religiosa civilmente e religiosamente distinta da quella ortodossa: fu il più grande successo del suo patriarcato, perché dava alla Chiesa melchita la definitiva emancipazione civile ed il riconoscimento giuridico all'interno dell'impero.
Durante il suo patriarcato celebrò due sinodi di riforma nel 1835 a Damasco e nel 1849 a Gerusalemme. Visitò non solo tutte le diocesi da lui dipendenti, ma anche molte parrocchie e villaggi melchiti: innumerevoli le chiese che fece costruire e che lui stesso consacrò.
Nel 1838 papa Gregorio XVI gli concesse il privilegio di portare il titolo di "Patriarca di Antiochia e di tutto l'Oriente, di Alessandria e di Gerusalemme". Si prefissò allora il compito di riorganizzare il patriarcato: trasferì la sede a Damasco e vi costruì il palazzo patriarcale; a Gerusalemme fece costruire la cattedrale dell'Annunciazione, che lui stesso consacrò il 24 maggio 1848. Non ebbe il tempo di realizzare i suoi progetti anche in Egitto: recatosi ad Alessandria per costruirvi la chiesa ed il palazzo patriarcale, vi trovò la morte il 23 agosto 1855.

## Genealogia episcopale e successione apostolica
La genealogia episcopale è:
- Vescovo Filoteo di Homs
- Patriarca Eutimio III di Chios
- Patriarca Macario III Zaim
- Vescovo Leonzio di Saidnaia
- Patriarca Atanasio III Dabbas
- Vescovo Néophytos Nasri
- Vescovo Efthymios Fadel Maalouly
- Patriarca Cirillo VII Siage, B.S.
- Patriarca Agapio III Matar, B.S.
- Patriarca Massimo III Mazloum

La successione apostolica è:
- Arcivescovo Ignatius Karouth, B.S. (1835)
- Vescovo Basile Chahiat (1836)
- Patriarca Clemente I Bahous (1836)
- Vescovo Lazare (Cyrille) Fasfous, B.S. (1836)
- Vescovo Athanase Toutoungi (1836)
- Vescovo Basile Kfoury (1837)
- Vescovo Macaire Samman (1837)
- Vescovo Mélèce Fendé (1838)
- Arcivescovo Gregory (Michael) Ata (1849)
- Vescovo Macarios Haddad (1852)